# Astragalus phoenix
Astragalus phoenix är en ärtväxtart som beskrevs av Rupert Charles Barneby. Astragalus phoenix ingår i släktet vedlar, och familjen ärtväxter. Inga underarter finns listade i Catalogue of Life.

## Bildgalleri

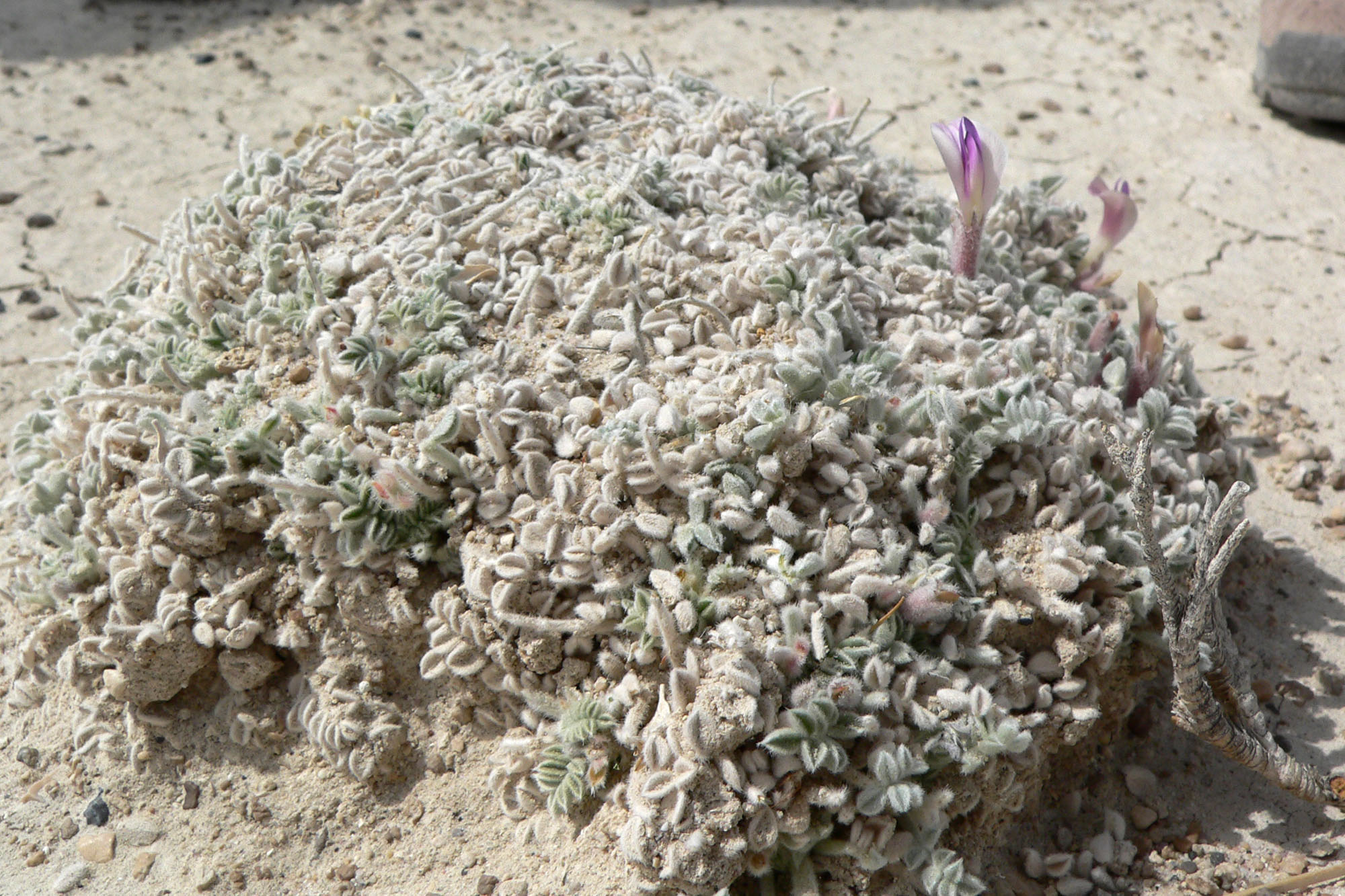
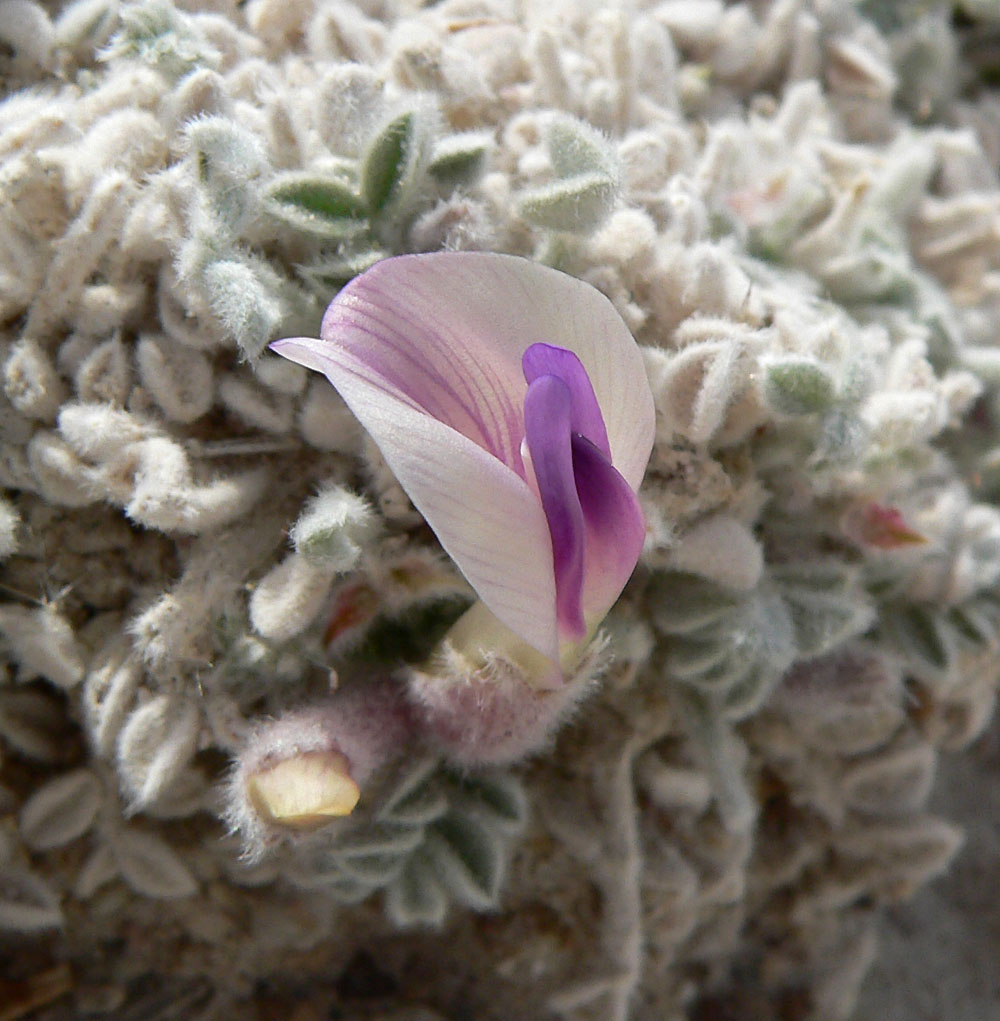
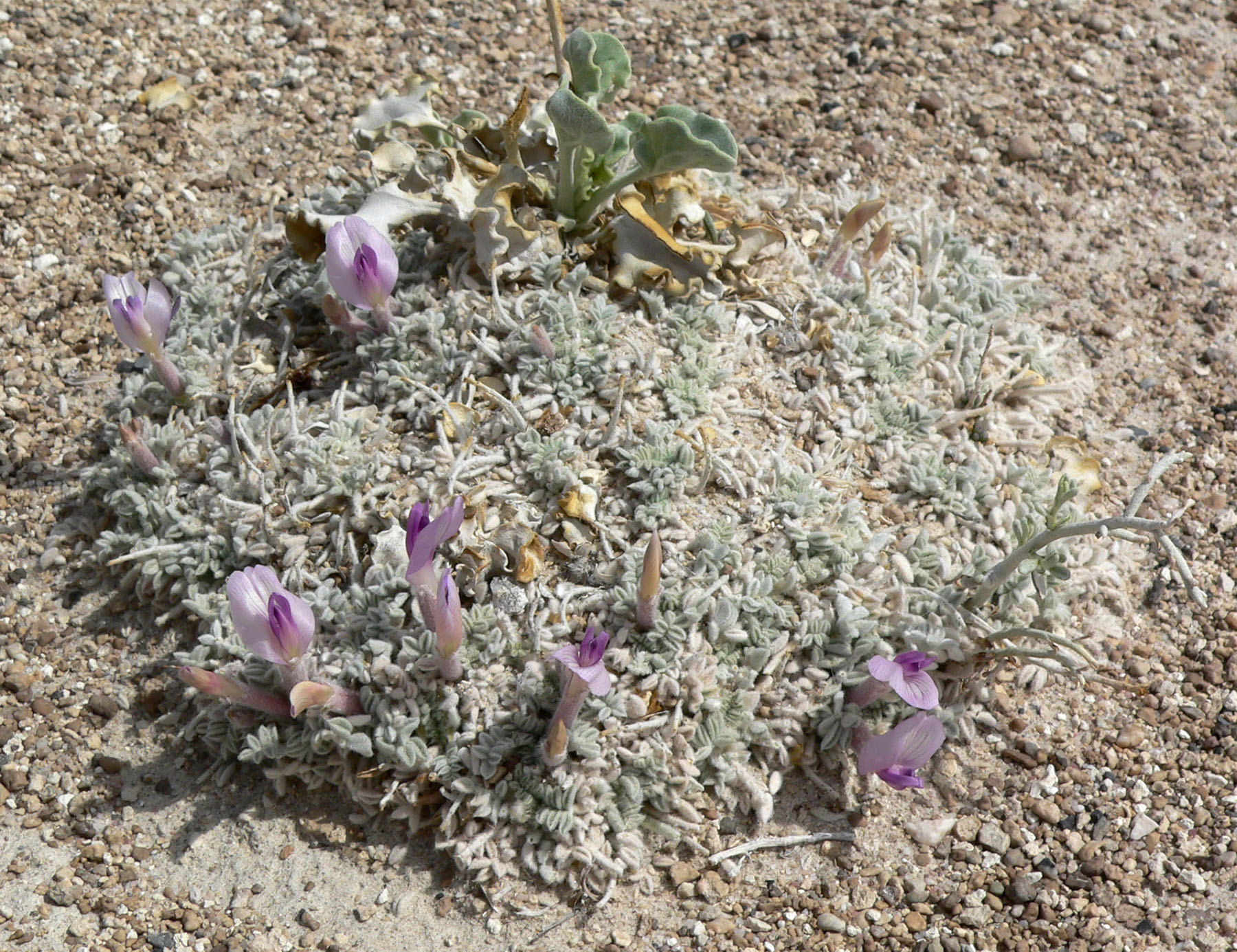
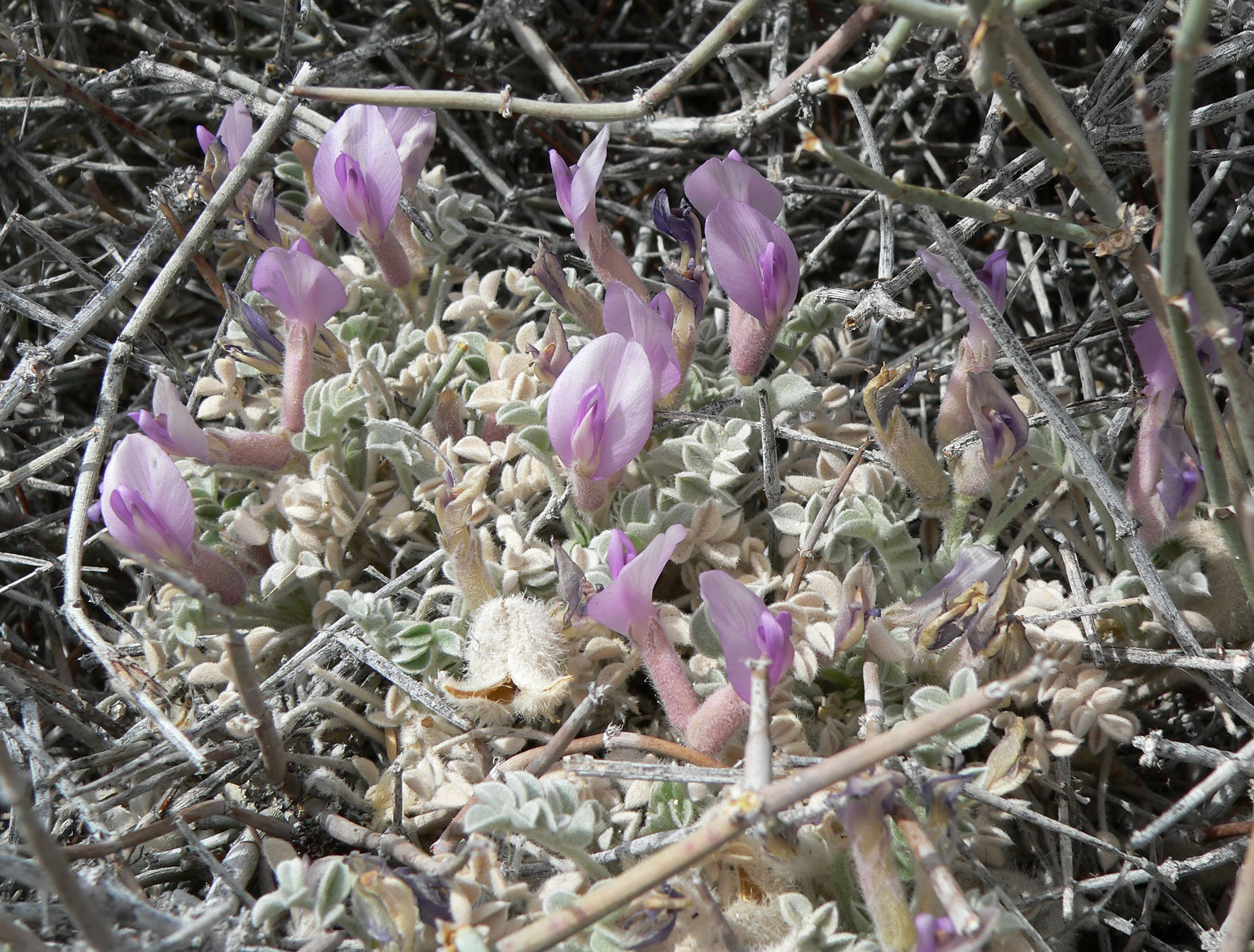
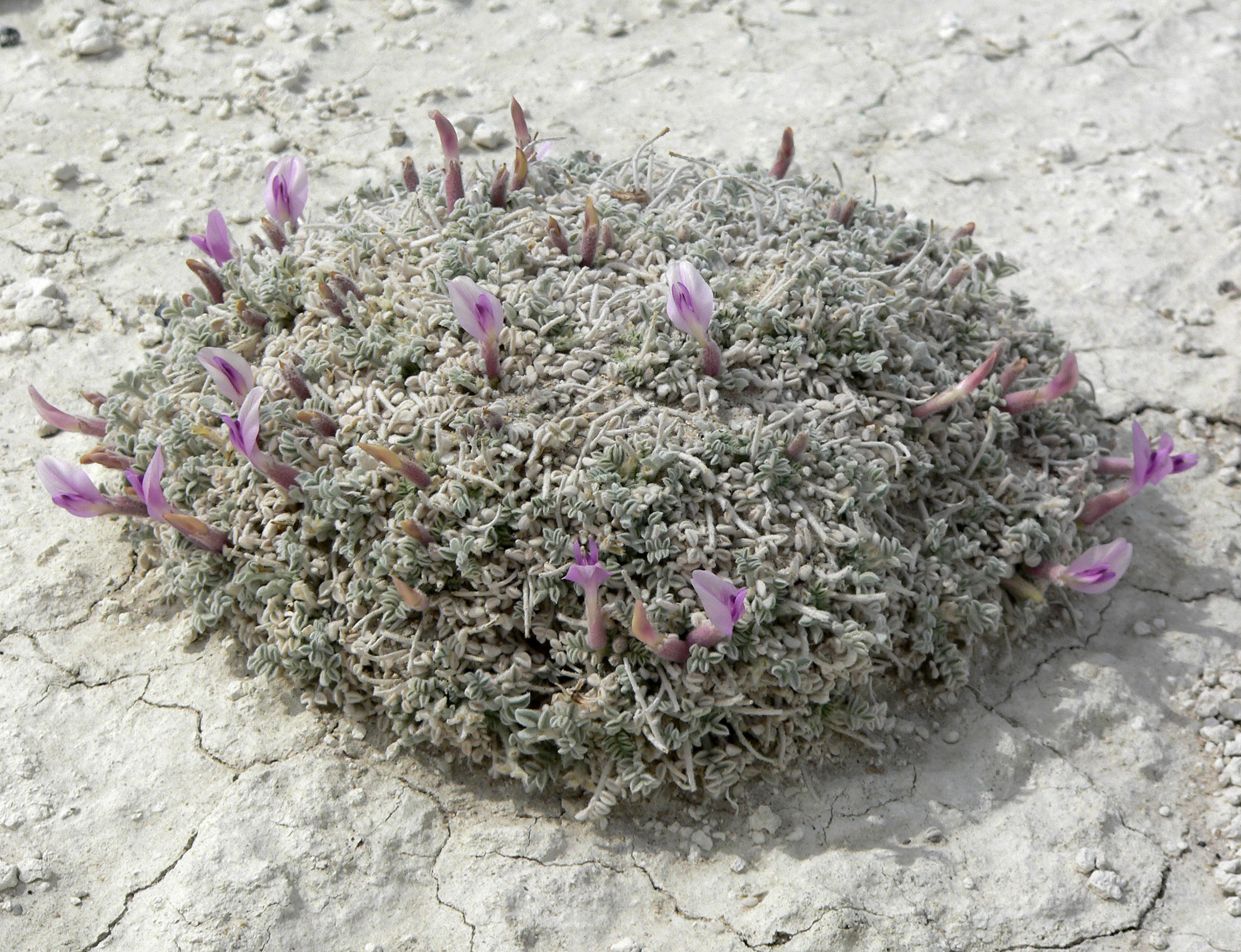
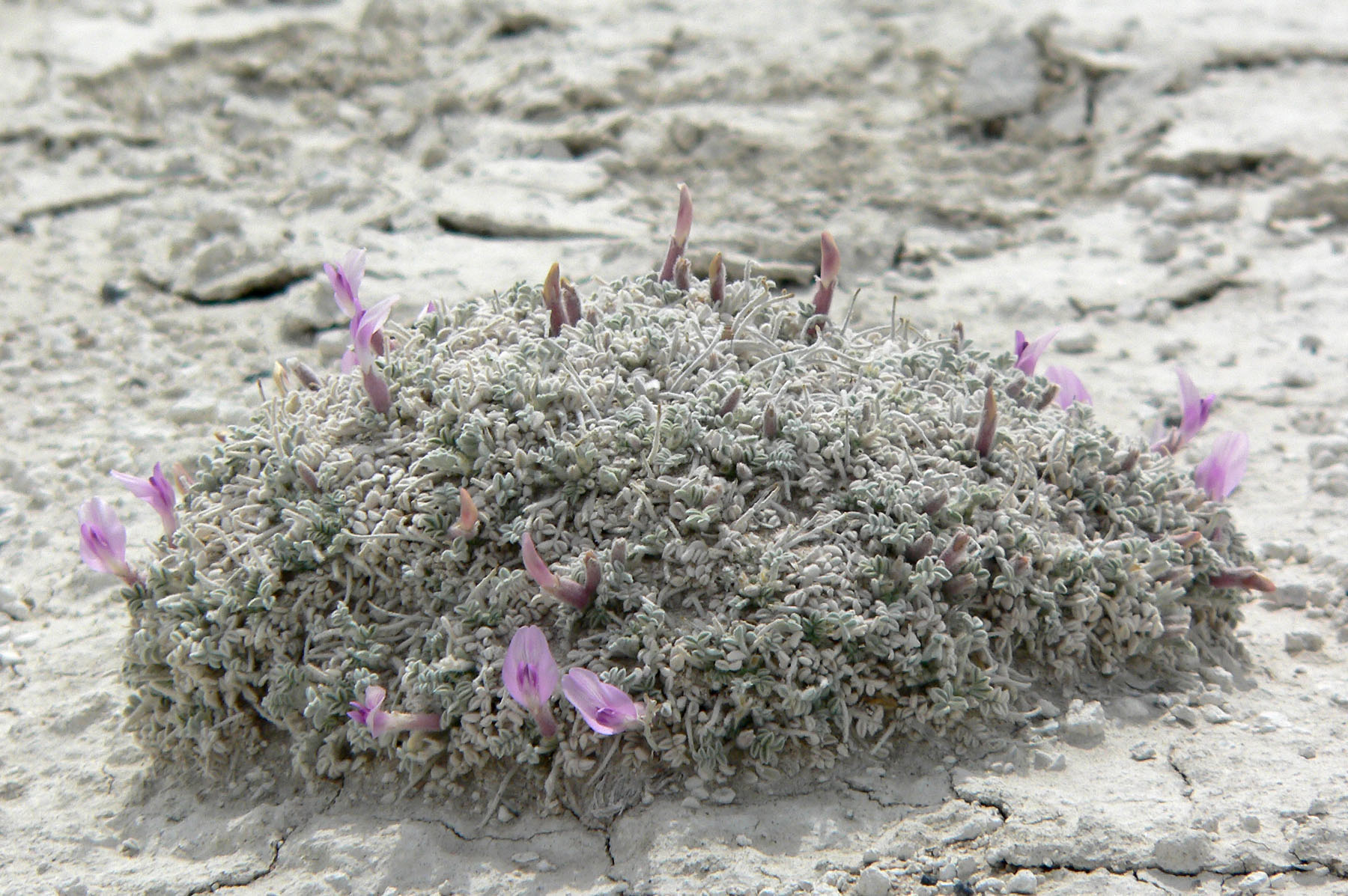